# Asystasia salicifolia
Asystasia salicifolia là một loài thực vật có hoa trong họ Ô rô. Loài này được Craib mô tả khoa học đầu tiên năm 1918.